# Shō Endō
Shō Endō (jap. 遠藤尚 Endō Shō; ur. 4 lipca 1990 w Inawashiro) – japoński narciarz dowolny, specjalizujący się w jeździe po muldach. W zawodach Pucharu Świata zadebiutował 13 grudnia 2007 roku w Tignes, zajmując 46. miejsce w jeździe po muldach. Pierwsze pucharowe punkty zdobył 26 stycznia 2008 roku w Mont Gabriel, zajmując 30. miejsce. Na podium zawodów tego cyklu po raz pierwszy stanął 8 marca 2012 roku w Åre, kończąc jazdę po muldach na trzeciej pozycji. W zawodach tych wyprzedzili go jedynie dwaj Kanadyjczycy: Philippe Marquis i Mikaël Kingsbury. Najlepsze wyniki w Pucharze Świata osiągnął w 2017/2018, kiedy to zajął 22. miejsce w klasyfikacji generalnej, a w klasyfikacji jazdy po muldach uplasował się na czwartym miejscu. W 2010 roku wystartował na igrzyskach olimpijskich w Vancouver, zajmując siódme miejsce w jeździe po muldach. Na rozgrywanych cztery lata później igrzyskach w Soczi był piętnasty. Był też między innymi piąty w muldach podwójnych podczas mistrzostw świata w Voss w 2013 roku oraz dziesiąty na igrzyskach w Pjongczangu w 2018 roku.

## Osiągnięcia

### Igrzyska olimpijskie
| Miejsce | Dzień     | Rok  | Miejscowość | Konkurencja      | Zwycięzca          |
| ------- | --------- | ---- | ----------- | ---------------- | ------------------ |
| 7.      | 14 lutego | 2010 | Vancouver   | Jazda po muldach | Alexandre Bilodeau |
| 15.     | 10 lutego | 2014 | Soczi       | Jazda po muldach | Alexandre Bilodeau |
| 10.     | 12 lutego | 2018 | Pjongczang  | Jazda po muldach | Mikaël Kingsbury   |

### Mistrzostwa świata
| Miejsce | Dzień    | Rok  | Miejscowość   | Konkurencja      | Zwycięzca          |
| ------- | -------- | ---- | ------------- | ---------------- | ------------------ |
| 21.     | 2 lutego | 2011 | Deer Valley   | Jazda po muldach | Guilbaut Colas     |
| 28.     | 5 lutego | 2011 | Deer Valley   | Muldy podwójne   | Alexandre Bilodeau |
| 12.     | 6 marca  | 2013 | Voss          | Jazda po muldach | Mikaël Kingsbury   |
| 5.      | 8 marca  | 2013 | Voss          | Muldy podwójne   | Alexandre Bilodeau |
| 28.     | 8 marca  | 2017 | Sierra Nevada | Muldy            | Ikuma Horishima    |
| 24.     | 9 marca  | 2017 | Sierra Nevada | Muldy podwójne   | Ikuma Horishima    |

### Puchar Świata

#### Miejsca w klasyfikacji generalnej
- sezon 2007/2008: 173.
- sezon 2008/2009: 108.
- sezon 2009/2010: 94.
- sezon 2010/2011: 62.
- sezon 2011/2012: 30.
- sezon 2012/2013: 31.
- sezon 2013/2014: 31.
- sezon 2014/2015: 57.
- sezon 2015/2016: 69.
- sezon 2016/2017: 96.
- sezon 2017/2018: 22.

#### Miejsca na podium w zawodach
1. Åre – 9 marca 2012 (jazda po muldach) – 3. miejsce
2. Calgary – 26 stycznia 2013 (jazda po muldach) – 3. miejsce
3. Ruka – 15 grudnia 2013 (jazda po muldach) – 3. miejsce
4. Inawashiro – 2 marca 2014 (muldy podwójne) – 2. miejsce
5. Ruka – 13 grudnia 2014 (muldy podwójne) – 2. miejsce
6. Calgary – 3 stycznia 2015 (jazda po muldach) – 3. miejsce
7. Deer Valley – 10 stycznia 2018 (jazda po muldach) – 2. miejsce